# شورت‌ماهیان
این ماهی در اندازه‌های کوچک تا متوسط در آب‌های ساحلی تا شنی، مصب‌ها و قسمت هائی که آب دریا و رودخانه در حالت مد می‌باشد زندگی می‌کنند. نوع ماهی کف زی هستند ودارای سرعت شنای کند نسبت به سایر ماهی‌ها هستند. صید این ماهی در منطقه بندر گناوه و اطراف بیشتر در سواحل شنی توسط قلاب و کاسه، تورهای محاصره‌ای مثل کاروف (کرف) یا پرتابی و… انجام می‌گیرد.
این ماهی گوشتخوار بوده و در بستر رودخانه‌ها از کرم‌ها وسخت پوستان نیز تغذیه می‌کند. صیادان بندر گناوه و اطراف اغلب در مناطقی مثل سواحل وخورهای بندر ریگ خور نو گناوه سواحل روستای گشوئی وخود سواحل بندر گناوه صید این ماهی را تجربه کرده‌اند. مصرف عمده این ماهی برای کباب بوده تا جائیکه بعضی از ساحل‌نشین از نوع کوچک آن بیشتر استقبال می‌کنند.. پس از تمیز کردن ماهی در روغن کباب کرده و بدون جدا کردن استخوان‌های کمری و حتی شاید سر، آن را مصرف می‌کنند..
قابل ذکر است سراسر دریای عمان وبخش شرقی خلیج فارس تا بندر لنگه دریای گرمسیری و معتدل از آن صید می‌شود. در گویش بندر گناوه و اطراف به حواصیل یا حواصیم معروف است در منطقه کنگان به خور گل یا خرگل معروف است این ماهی تخم‌گذار است و فقط یکبار در سال تخم ریزی می‌کند و زمان تخم ریزی آن در فصل بهار و فروردین ماه در بالاترین حد است. این ماهی تخم‌های خود را در خورها و نواحلی ساحلی رها می‌کند.
روش سنتی صید این ماهی در بندر گناوه روش کاسه می‌باشد. در این روش یک کاسه متوسط را توسط یک تور با چشمه‌های ریز سیاه‌رنگ ویا ترجیحاً جوراب‌های زنانه قدیمی سیاه‌رنگ به صورت محکم پوشانده ویک سوراخ به اندازه یک سکه در بالای کاسه ایجاد می‌کنیم. سپس با آرد و گوشت ماهی بخصوص خرچنگ دهانه سوراخ و داخل آن را طعمه‌گذاری کرده در عمق متوسط آب دریا زیر ماسه‌های دریا دفن کرده و پس از گذران مدت زمانی کاسه را در حالی که شکار ماهی حواصیم داخل آن است از آب بیرون می‌آوریم.
در زبان ژاپنی کیسو نامیده می‌شود و یکی از عناصر سوشی است.